# Cadira Barcino
La Cadira Barcino o Butaca Barcino, coneguda internacionalment com la Spanish Chair, va ser dissenyada el 1964 per Joan Casas i Ortinez, quan treballava per l'empresa de mobles INDECASA. Es tracta d'una cadira d'alumini tubular anoditzat, amb el seient i el respatller construïts artesanalment a partir d'un trenat sintètic o de PVC.
La Cadira Barcino està pensada per les terrasses de bar i es va dissenyar de manera que es poguessin apilar varies cadires, unes damunt les altres, facilitant així la feina de recollida i emmagatzematge. Es considera una cadira molt lleugera, econòmica i de gran confort, raons per les quals ha arribat a ser considerara la cadira de terrassa de bar més famosa del món.
En el 2000, la cadira Barcino va ser escollida com un dels 200 millors productes del segle XX i, segons els experts, una de les 100 millors cadires dels nostres temps.
El disseny original de Joan Casas ha donat lloc a innombrables imitacions del sector de les cadires de terrassa en la cultura del cafè i el vermut.